# خطوط درويد
خطوط درويد هي مجموعة خطوط صممت عام 2007 بإرشاد من غوغل لهدف الاستخدام في أجهزتها كأندرويد وكروم أو إس. وتصدر تحت رخصة أباتشي.

## درويد نسخ
درويد نسخ (Droid Naskh) ظهر الخط لأول مرة تزامنًا مع نسخة أندرويد 4.0 (آيس كريم ساندوچ).

## أمثلة

درويد سيرف
درويد سانس
درويد سانس مونو